# Зенфт, Фердинанд
Фердинанд Зенфт (нем. Ferdinand Senft, 6 мая 1810, Мёра — 30 марта 1893, Эйзенах) — немецкий геолог, доктор наук, профессор геогнозии и почвоведения в Эйзенахской высшей лесной школе (до 1890).

## Труды
- «Lehrbuch der Gebirgs— und Bodenkunde für Forst und Landwirte» (2 части 1847);
- «Lehrbuch der forstlichen Naturkunde» (3 части 1857),
- «Klassifikation und Beschreibung der Felsarten» (1857),
- "Humus-Marsch-Torf— und Limonitbildung der Felsarten (1862);
- "Mineralische Gegenteile der Felsarten nach ihren Umwandlungen (1865);
- «Steinschutt und Erdboden nach Bildung, Bestand, Eigenschaft und Verhalten zum Pflanzenleben» (1867, 2-е изд. 1878);
- «Systematische Bestimmungstafeln in Deutschland wildwachsenden und cultivirten Holzgewächsen» (1868);
- «Synopsis der Mineralogie und Geognosie» (3 части 1878);
- «Tonsubstanzen» (1879) и «Der Erdboden nach Entstehung, Eigenschaften und Verhalten zur Pflanzenwelt» (1888).